# Ventilatore

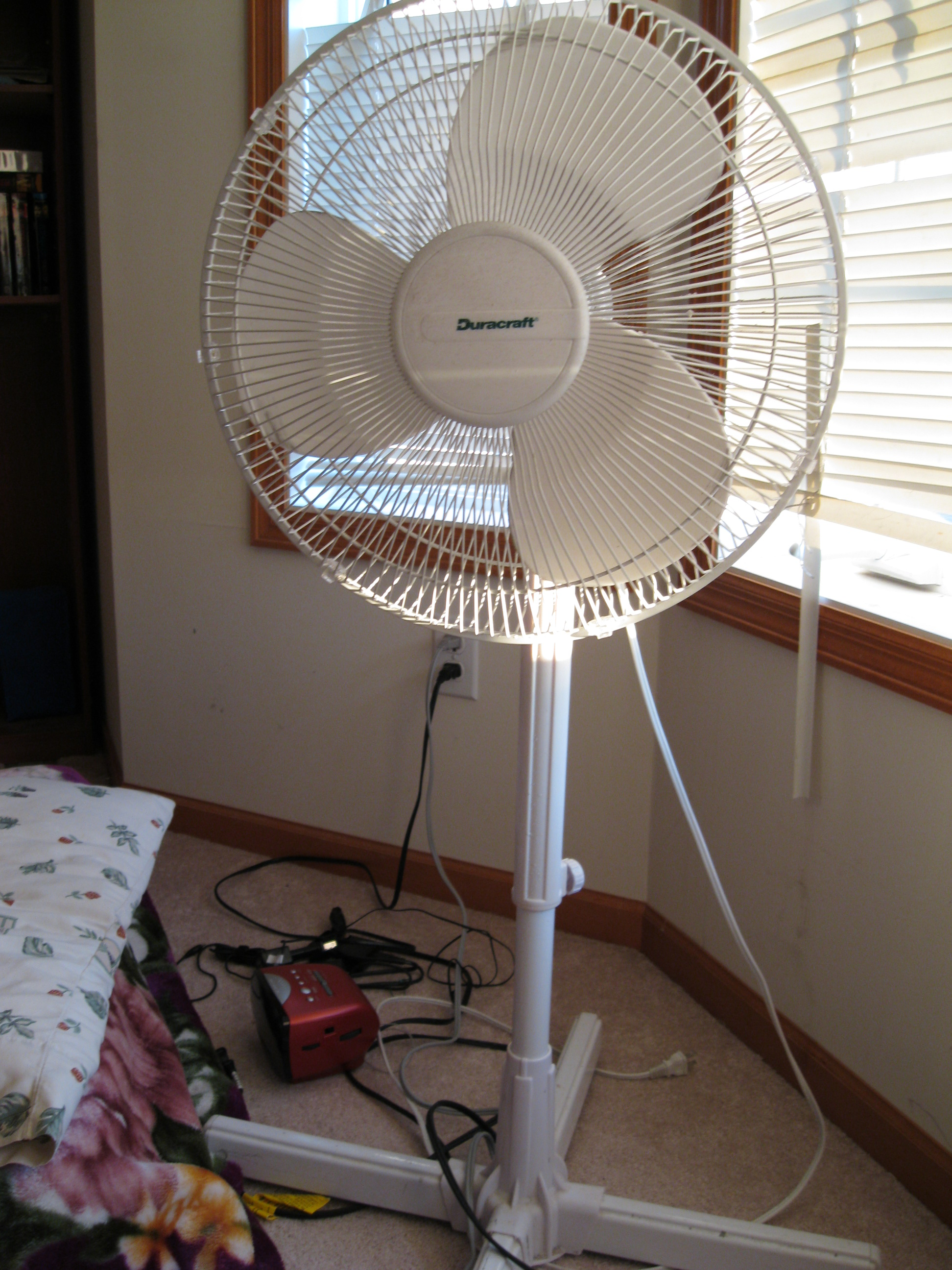
Esempio di ventilatore domestico

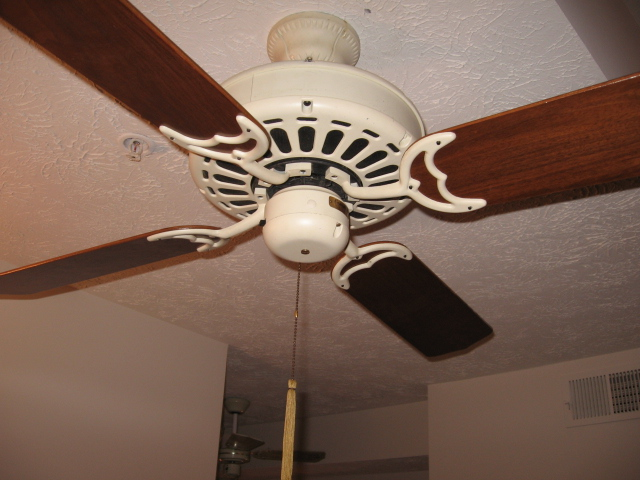
Ventilatore a soffitto dei primi anni ottanta (marca Casablanca Fan Co.)

Il ventilatore è un dispositivo provvisto di pale rotanti azionate da un motore, che ha lo scopo di spostare un flusso di aria o di altri gas.
Nel caso di ventilatori di piccole dimensioni si usa il termine "ventola", mentre si usa il termine "soffiante" per indicare i ventilatori di grosse dimensioni inseriti all'interno di un circuito.
Se, oltre ad essere spostato, l'aeriforme viene anche compresso, non si parla più di "ventilatore", ma più propriamente di "compressore".
In ambito domestico, i ventilatori vengono spesso impiegati per dare alle persone refrigerio velocemente, in quanto, muovendo l'aria circostante verso il corpo, aumenta la velocità di evaporazione del sudore, e in questo modo si abbassa la temperatura corporea (grazie alla sottrazione del calore latente associato all'evaporazione del sudore).
Il ventilatore fa parte della categoria dei cosiddetti "piccoli elettrodomestici", a cui appartengono anche il bollitore elettrico, il ferro da stiro, l'aspirapolvere e piccoli strumenti da cucina.

## Tipologie costruttive e di alimentazione
A seconda della loro geometria costruttiva, possono essere classificati in ventilatori:
- assiali: il gas viene aspirato e mandato nella stessa direzione, parallelamente all'asse della girante;[1]
- centrifughi (o radiali): il gas viene aspirato lungo la direzione dell'asse della girante, ma viene inviato in direzione radiale (cioè in direzione perpendicolare all'asse della girante);[1]
- tangenziali: il gas viene aspirato e mandato in direzione perpendicolare rispetto all'asse della girante;
- elicocentrifughi: il gas viene aspirato in direzione assiale e viene inviato in direzione radiale.

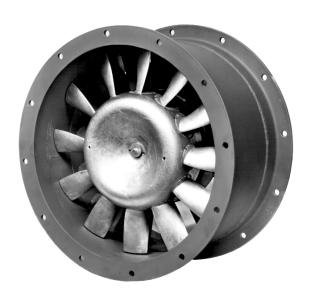
Ventilatore assiale

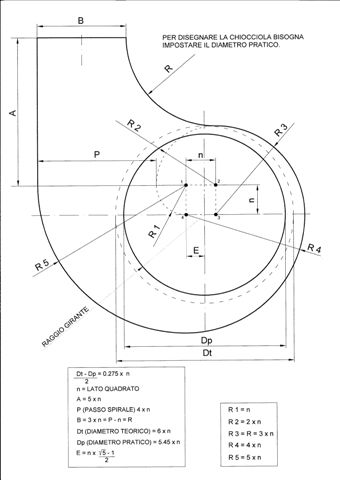
Chiocciola ventilatore

Funzionamento di un ventilatore centrifugo

### Ventilatori senza pale

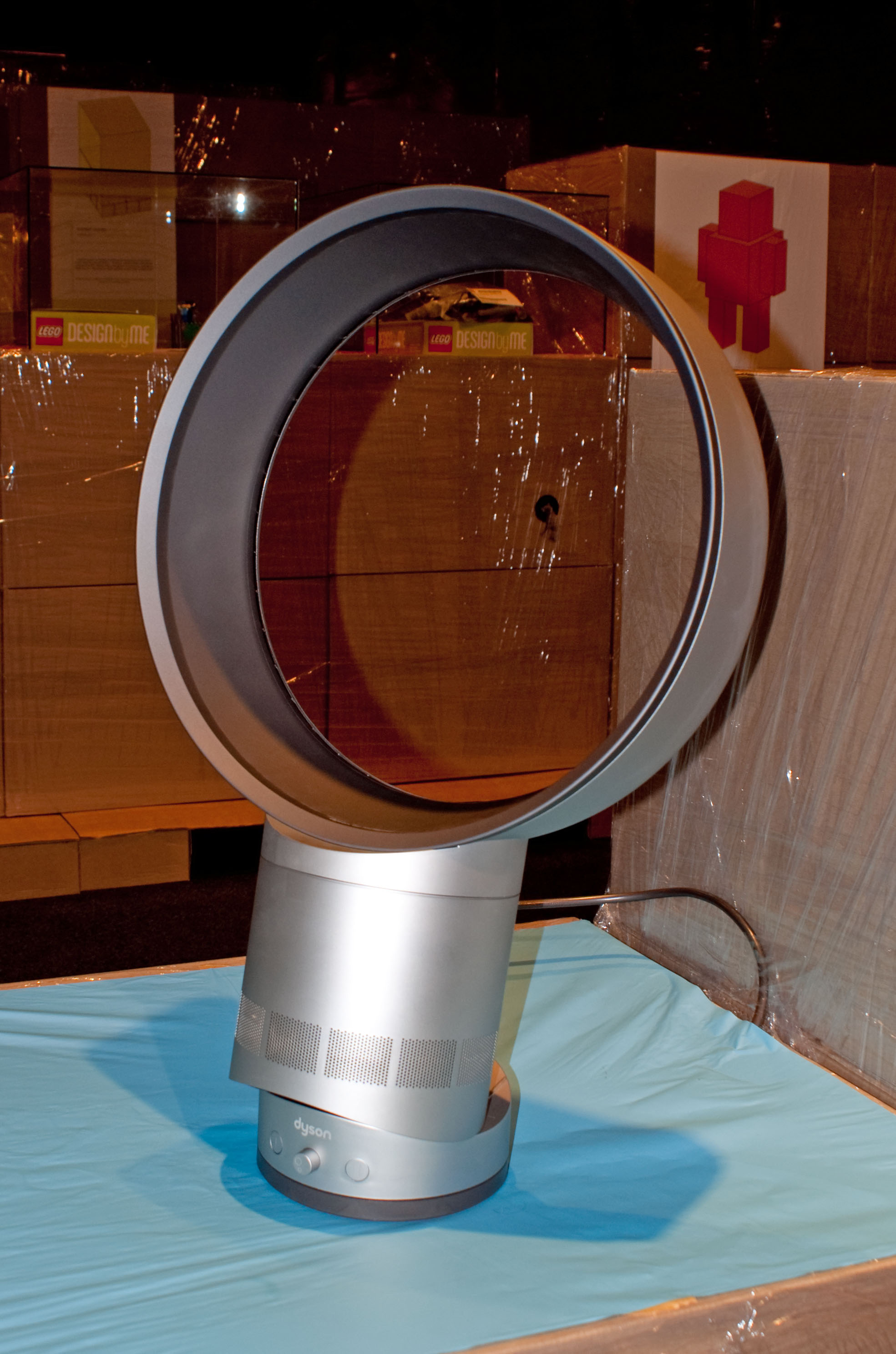
Esempio di ventilatore senza pale.

Il ventilatore senza pale apparenti, sviluppato dall'azienda inglese Dyson, a differenza dei comuni ventilatori non ha le classiche pale visibili ma in questo caso l'aria viene aspirata dalla parte bassa del ventilatore (che fa da supporto) tramite una comune ventola centrifuga e viene iniettata a forte velocità nell'anello circolare sovrastante sfruttando l'effetto Coandă e soffiandola nella stanza.

### Ventilatori USB

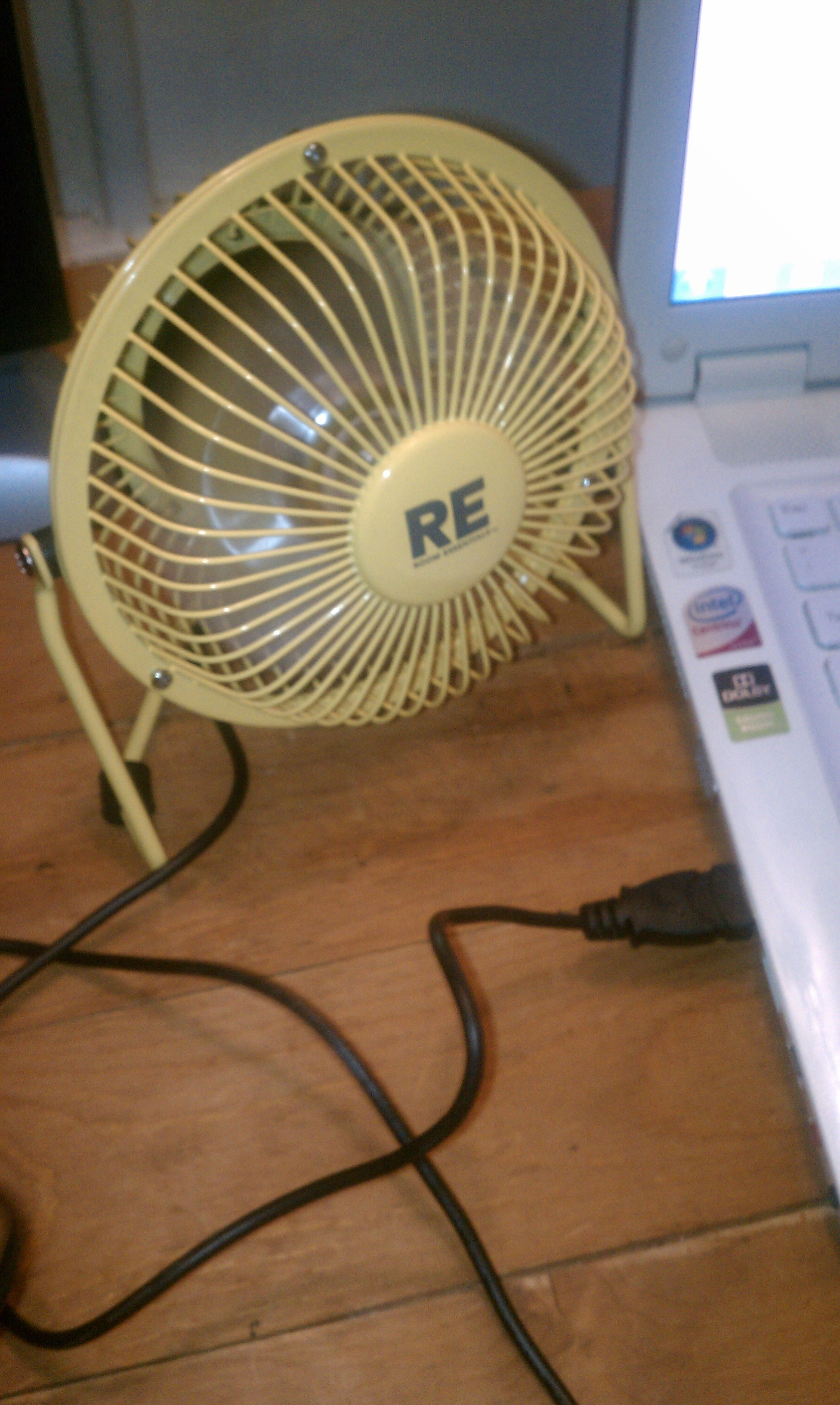
Un ventilatore USB

Il ventilatore USB è un ventilatore azionato da un motorino alimentato da corrente continua (DC) con tensione 5V e viene chiamato così in quanto dispone di un connettore USB spesso di tipo A; questo consente al ventilatore di essere alimentato da un PC, da un alimentatore USB o da un power bank.

### Ventilatori solari
Il ventilatore solare funziona tramite i pannelli fotovoltaici che ricaricano una batteria in modo da farlo funzionare. Esempi di ventilatore solare sono:
- l'aspiratore per autovetture, per aspirare i cattivi odori e il caldo che si formano all'interno dell'autovettura;
- gli aspiratori solari per tetti per ventilare le mansarde.

Un ventilatore solare inoltre può essere utile anche in campeggio durante l'estate in modo da avere un po' di refrigerio in quei luoghi dove non c'è la corrente elettrica.

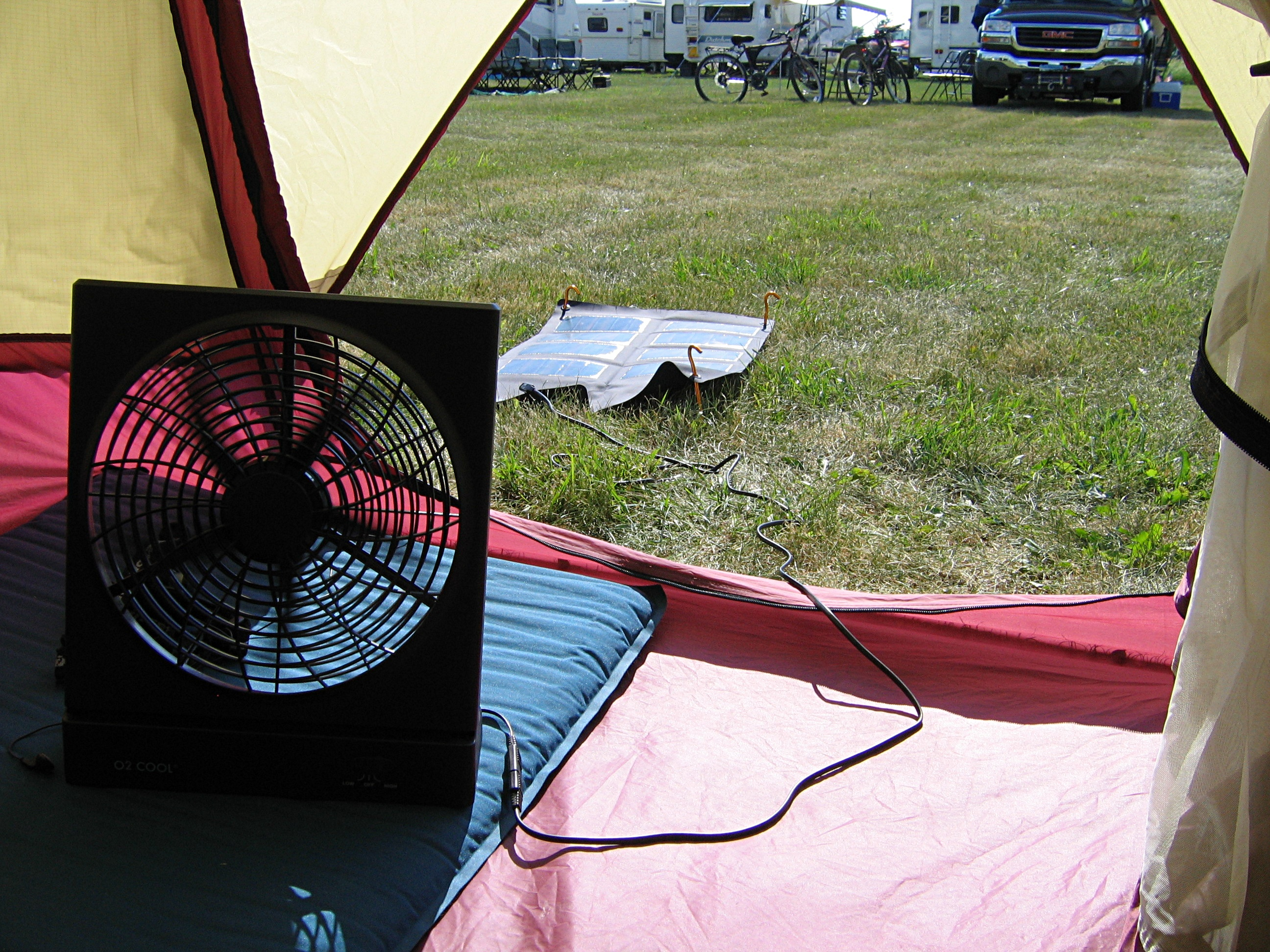
Un ventilatore solare
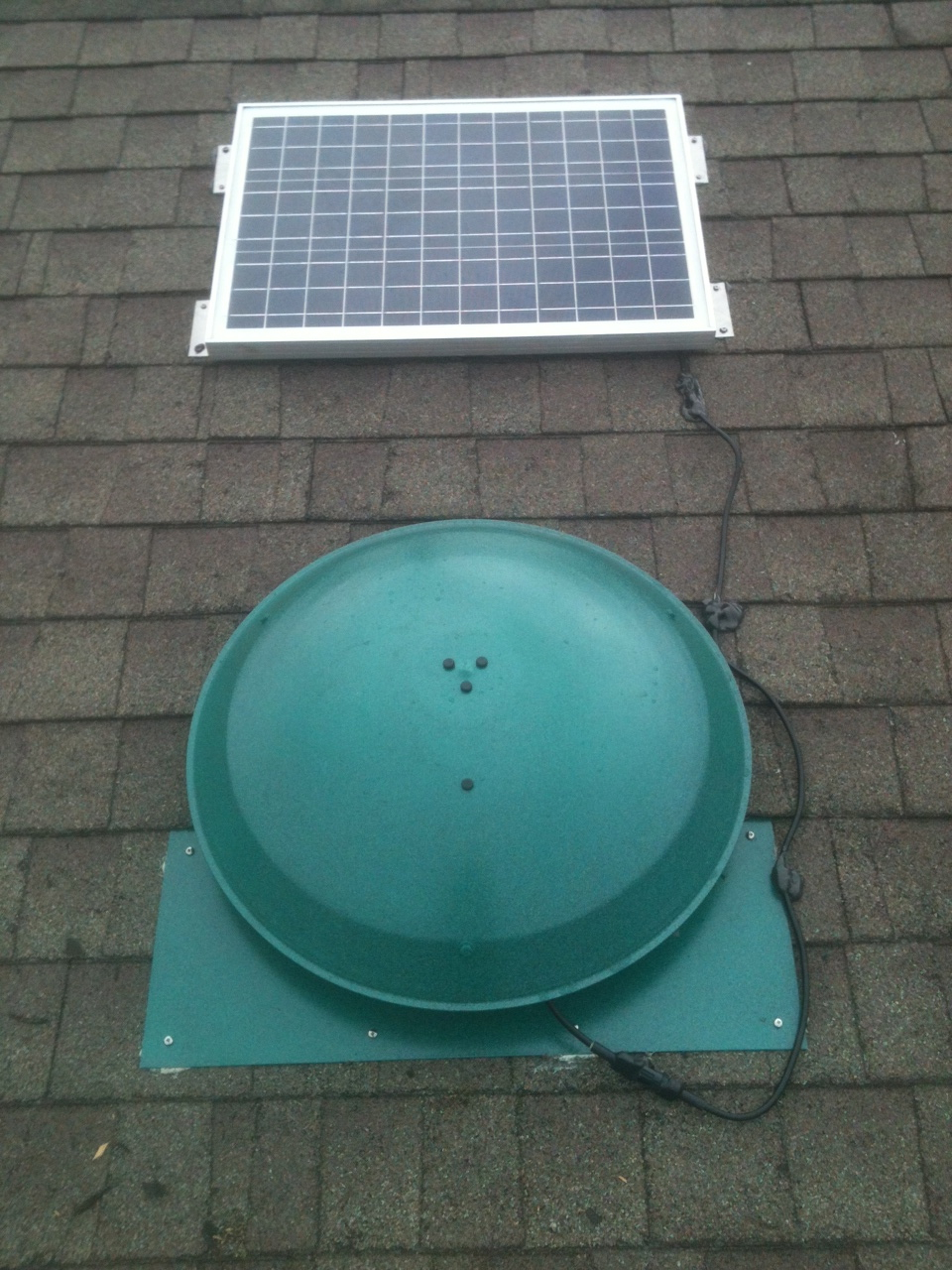
Un aspiratore solare per tetti

## Applicazioni

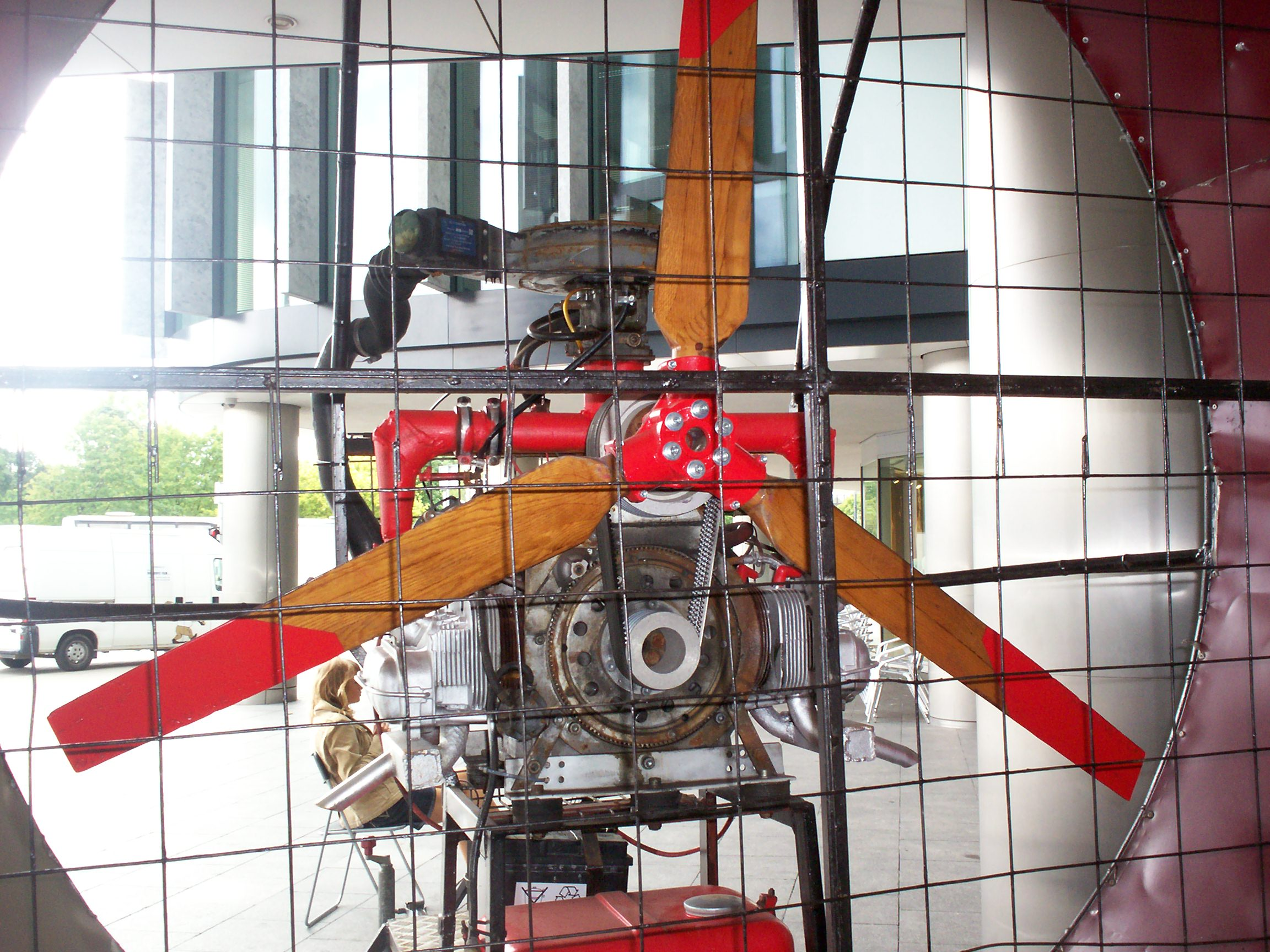
Un grande ventilatore utilizzato per simulare il vento durante le riprese cinematografiche

### Ventilatori domestici per raffrescamento
In ambito domestico il ventilatore ha lo scopo di migliorare il comfort nel caso di ambienti particolarmente caldi e umidi. In condizioni di temperatura esterna elevata, il corpo umano mantiene costante la propria temperatura allontanando il calore in eccesso grazie al processo di traspirazione, che consiste nell'espulsione dell'acqua presente nel corpo umano e nell'evaporazione di tale acqua. Se anche l'umidità è elevata, l'ambiente circostante è già saturo di vapore acqueo, per cui l'acqua rimane sotto forma liquida (sudore) ed evapora più lentamente. Quando la pelle umana viene colpita dalla corrente d'aria prodotta dal ventilatore, ciò facilita l'evaporazione dell'acqua e la traspirazione, aiutando quindi ad abbassare la temperatura corporea. 
A differenza dei condizionatori, i ventilatori rinfrescano solamente le persone e non l'aria (cioè non abbassano la temperatura del locale), pertanto è inutile (ed anzi costituisce uno spreco di energia) lasciarli in funzione in assenza di persone.
Esempi di ventilatori domestici sono il ventilatore a soffitto, il ventilatore da tavolo ed il ventilatore da terra con piedistallo.
Sono presenti ventilatori anche in sistemi più complessi, ad esempio nel ventilconvettore.
Una tecnologia usata in spazi interni ed esterni in cui ci sia molto caldo, come nei bar dove vengono posizionati i tavolini all'esterno, è il ventilatore ad acqua, per muovere l'aria nebulizzandola e raffrescandola (simile all'umidificatore adiabatico).

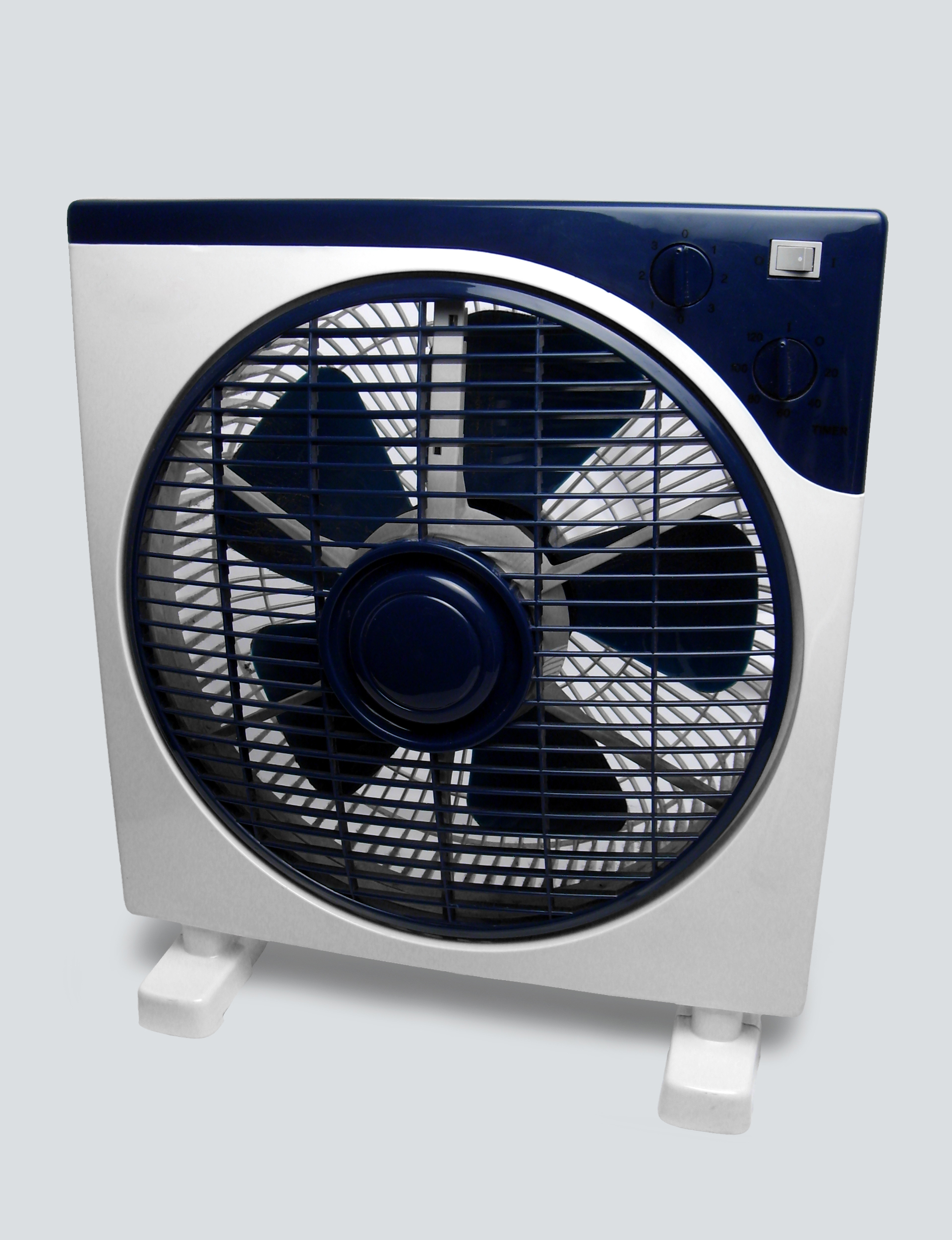
Ventilatore domestico di tipo assiale
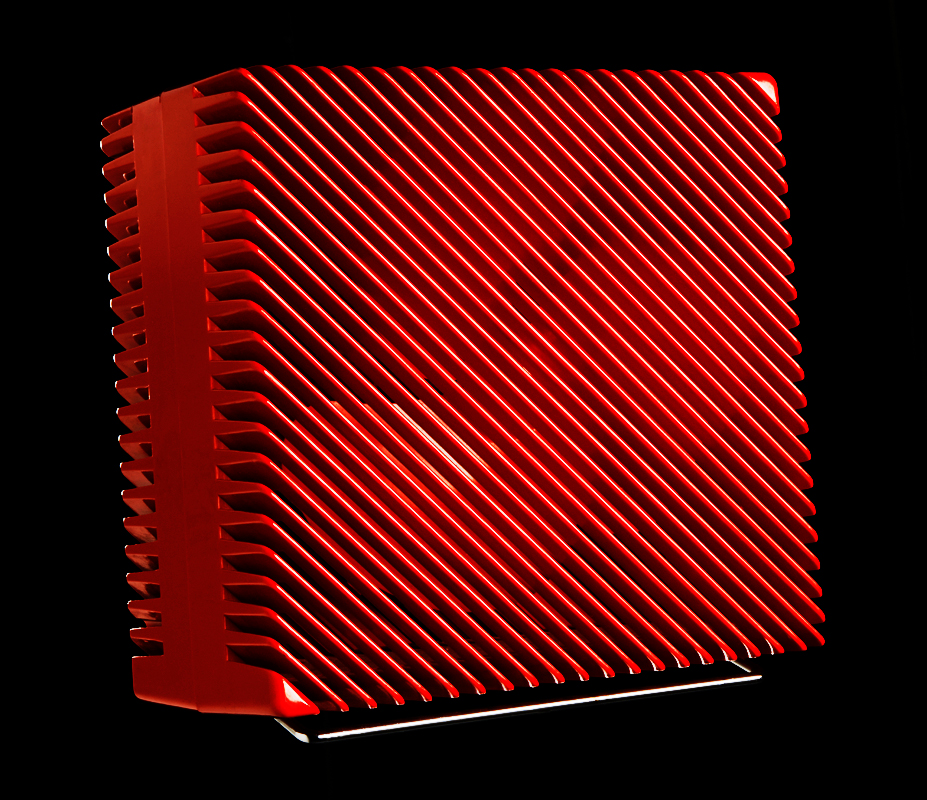
Ventilatore portatile Ariante della Vortice
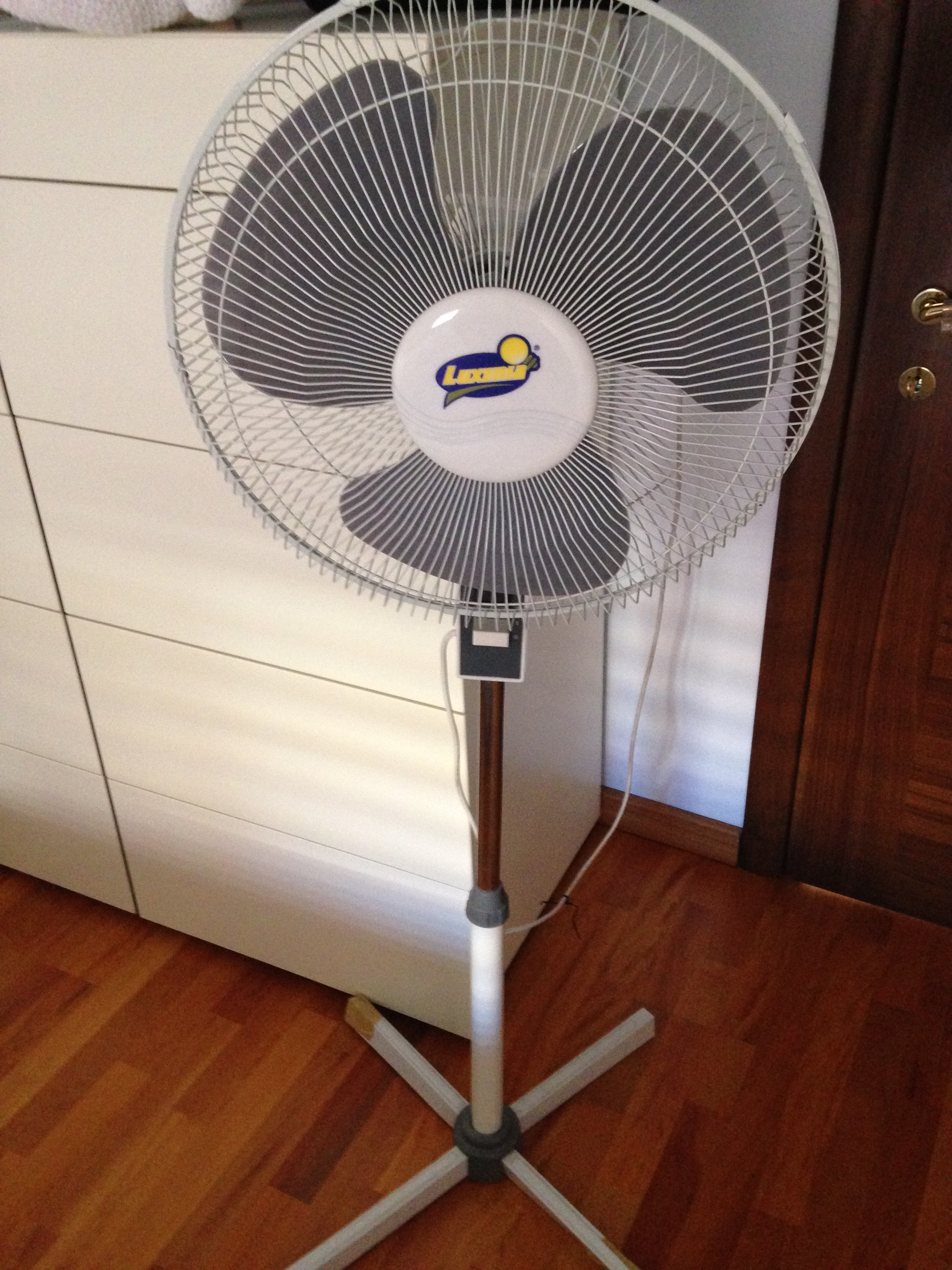
Un comune ventilatore a piantana
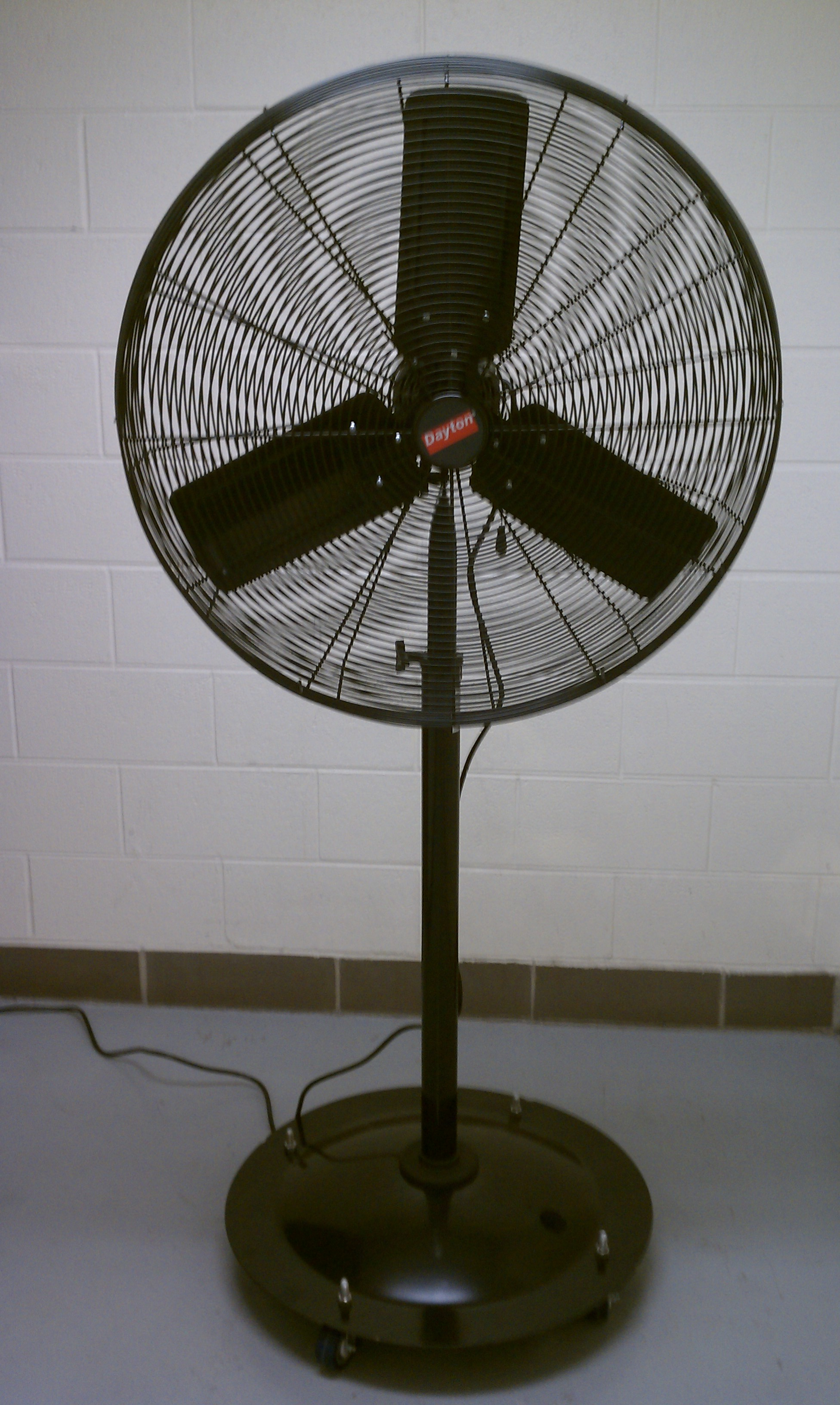
Ventilatore domestico "a getto" con sostegno a pedana
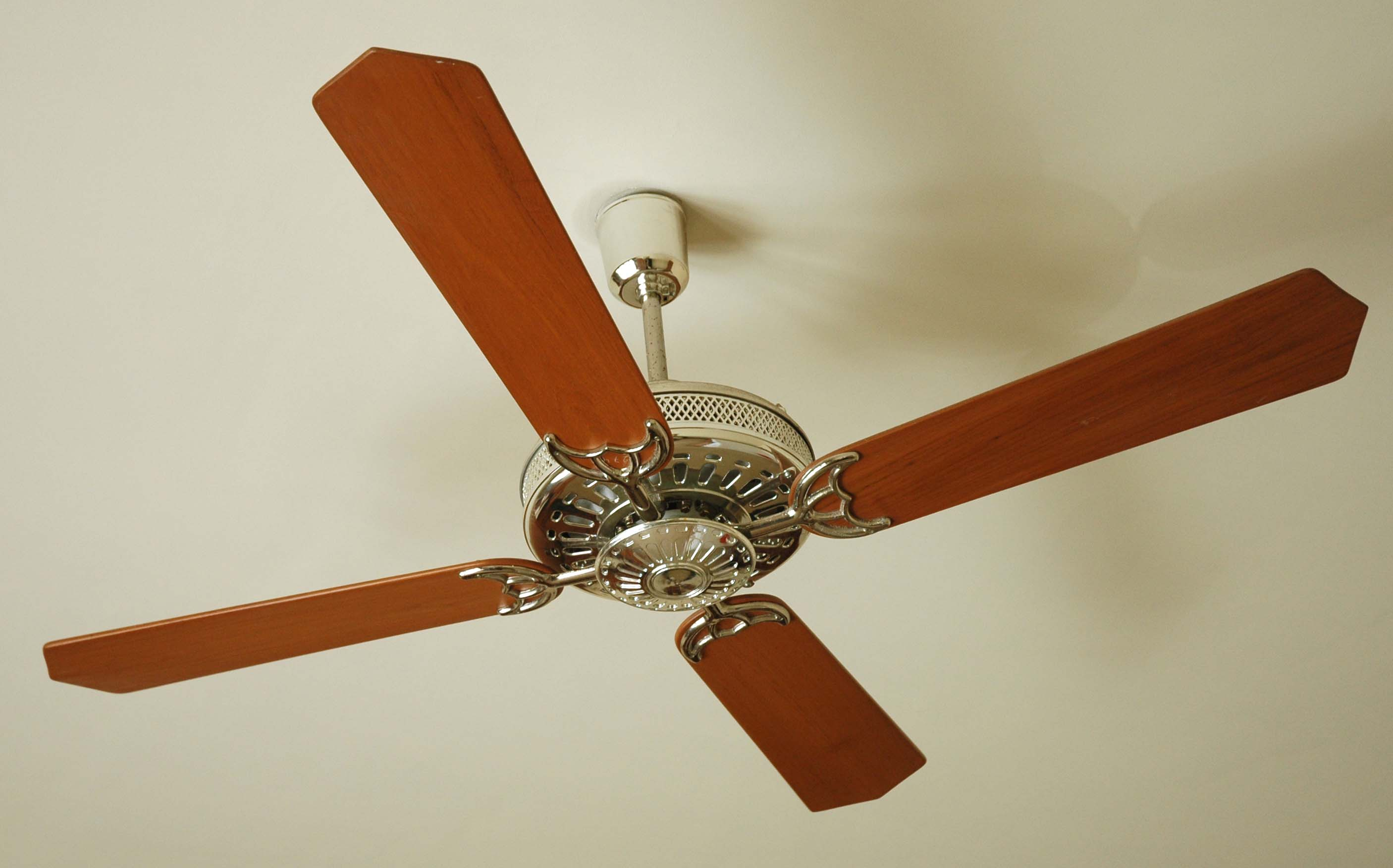
Esempio di ventilatore a soffitto
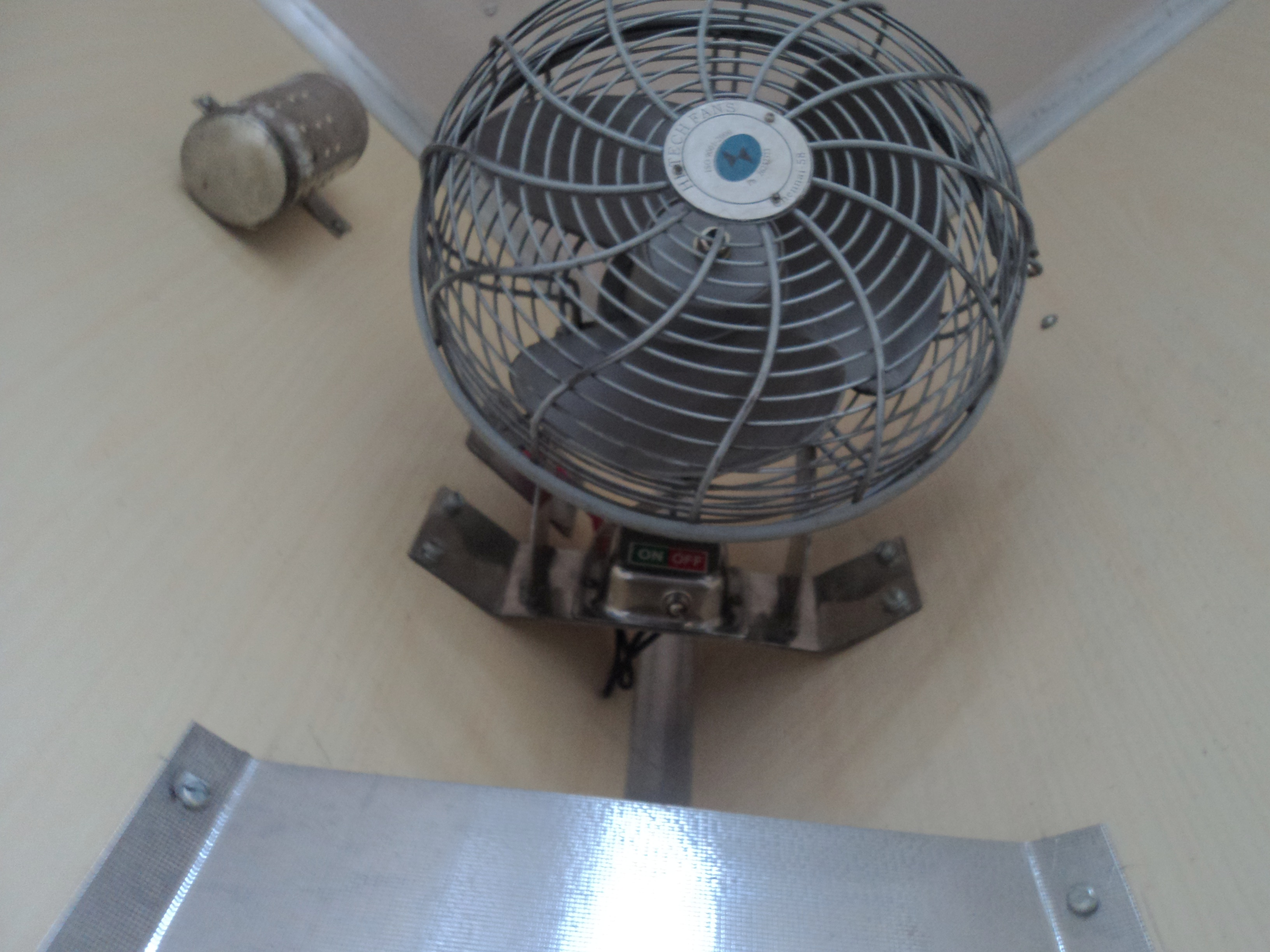
Un ventilatore da parete
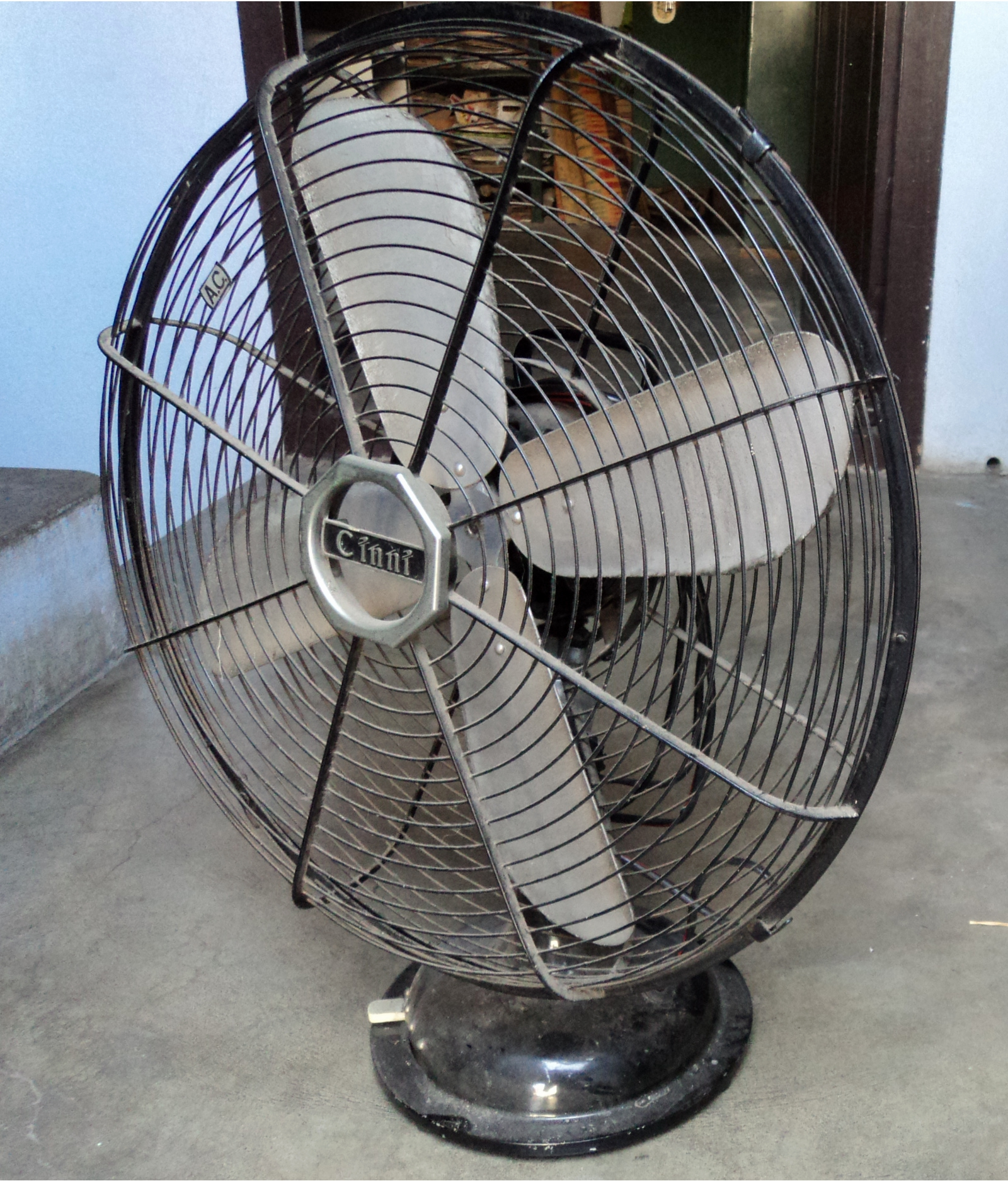
Ventilatore domestico da tavolo
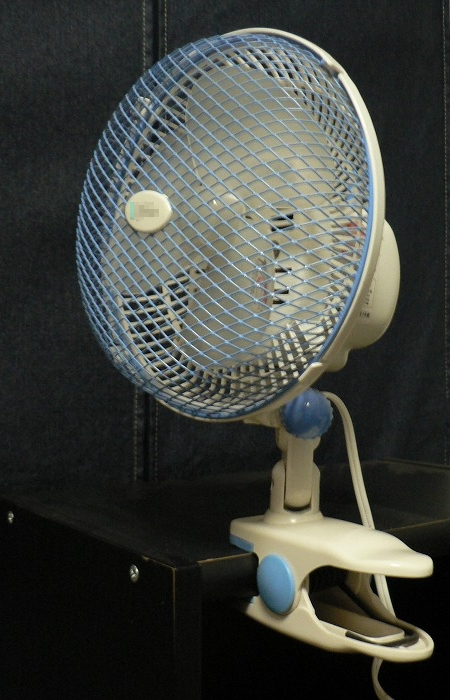
Un ventilatore con molletta
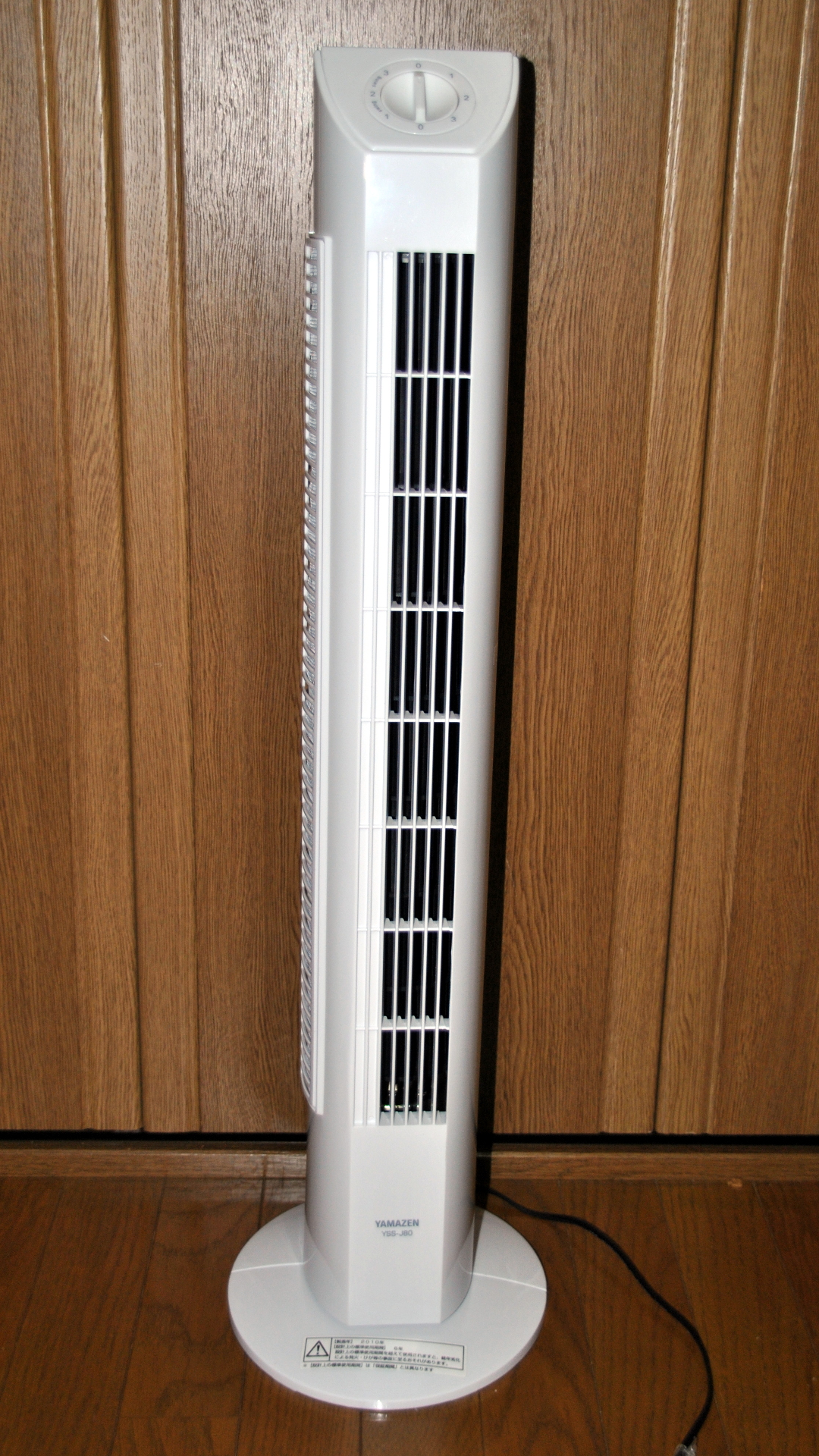
Ventilatore domestico a torre
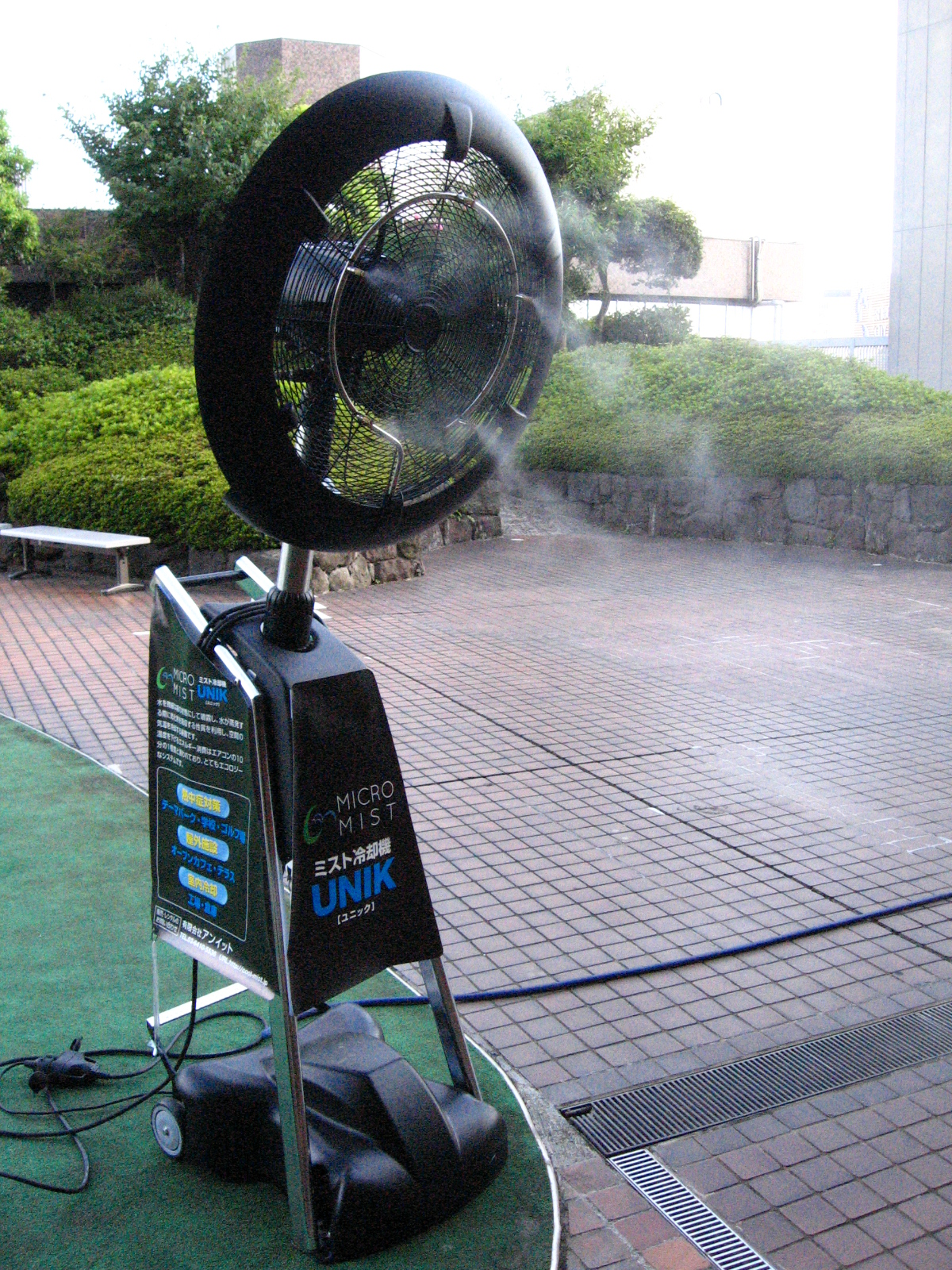
Esempio di ventilatore ad acqua

### Ventole e ventilatori domestici per riscaldamento

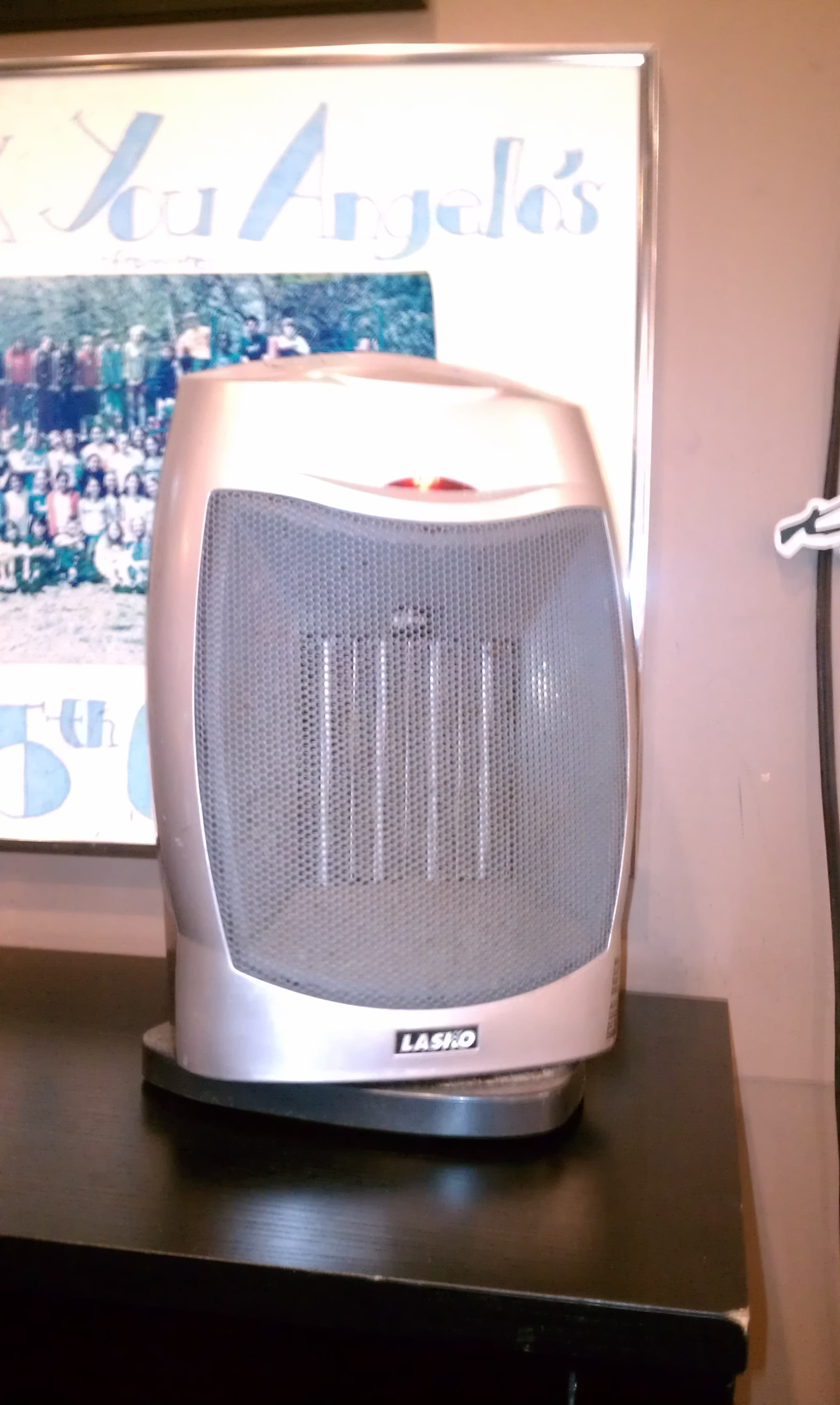
Un termoventilatore

I termoventilatori sono delle stufe elettriche (ma ci sono anche termoconvettori a metano) dotate di una o più ventole che soffiano l'aria verso il resistore per poi uscire calda. Questi apparecchi servono per riscaldare l'aria accelerando la circolazione dell'aria calda.
Modelli recenti di stufe a gas ventilate sono dotati di un sistema di ventilazione composto da una o più ventole che soffiano l'aria verso il resistore. Questo sistema può essere utilizzato per aumentare il riscaldamento nell'ambiente accelerando la circolazione nell'ambiente dell'aria calda.
Anche altri tipi di stufe (come le stufe a pellet e modelli recenti di stufa a combustibile liquido, a bioetanolo ed a metano) utilizzano sistemi di ventilazione forzata.
Nel calorifero si può applicare il ventilatore per caloriferi per accelerare l'effetto riscaldamento prodotto da questi nell'ambiente.

### Ventilatori industriali
i ventilatori vengono utilizzati nelle gallerie del vento e nelle torri di raffreddamento a circolazione forzata, o negli impianti chimici per svolgere la movimentazione di sostanze aeriformi.

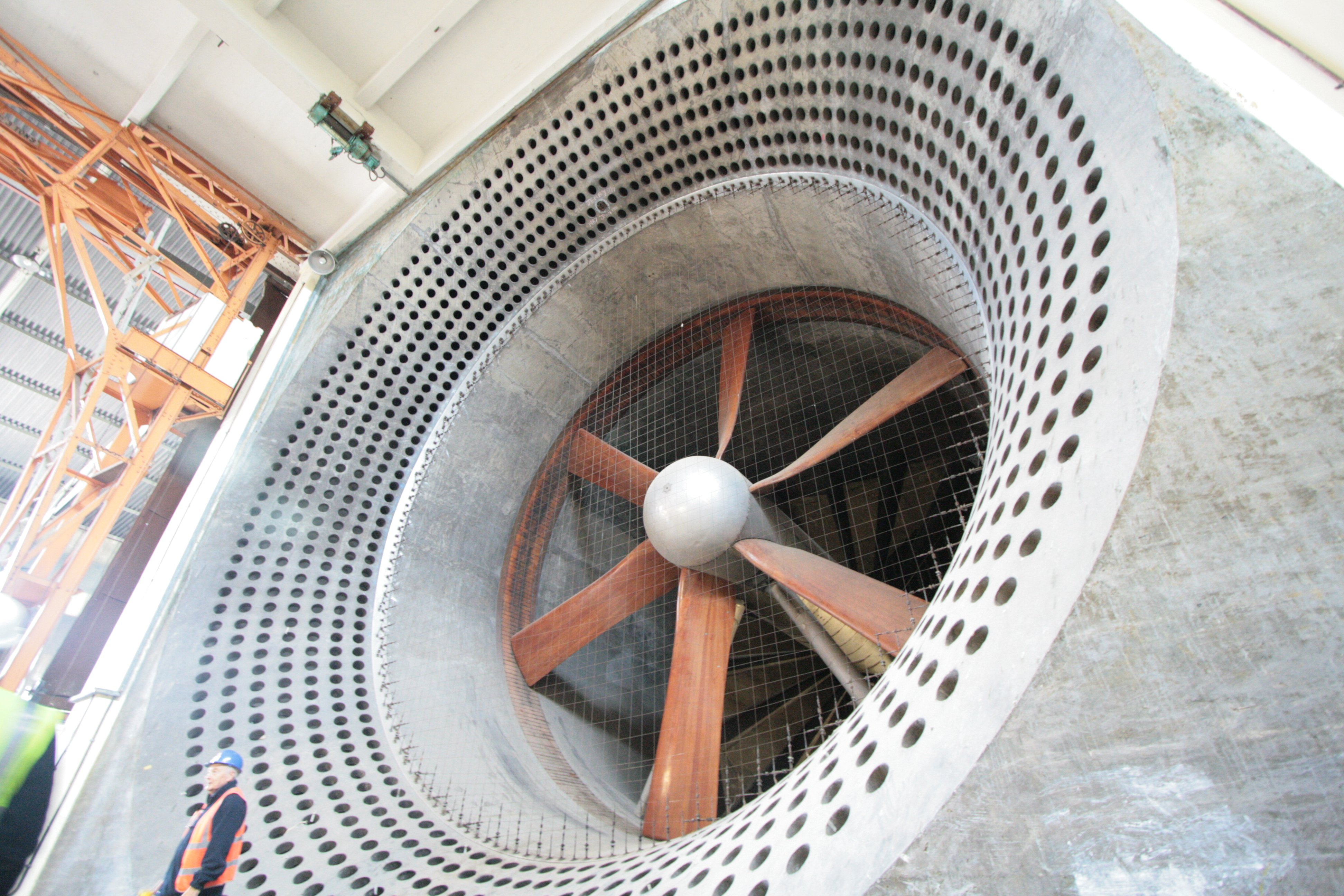
Ventilatore di una galleria del vento
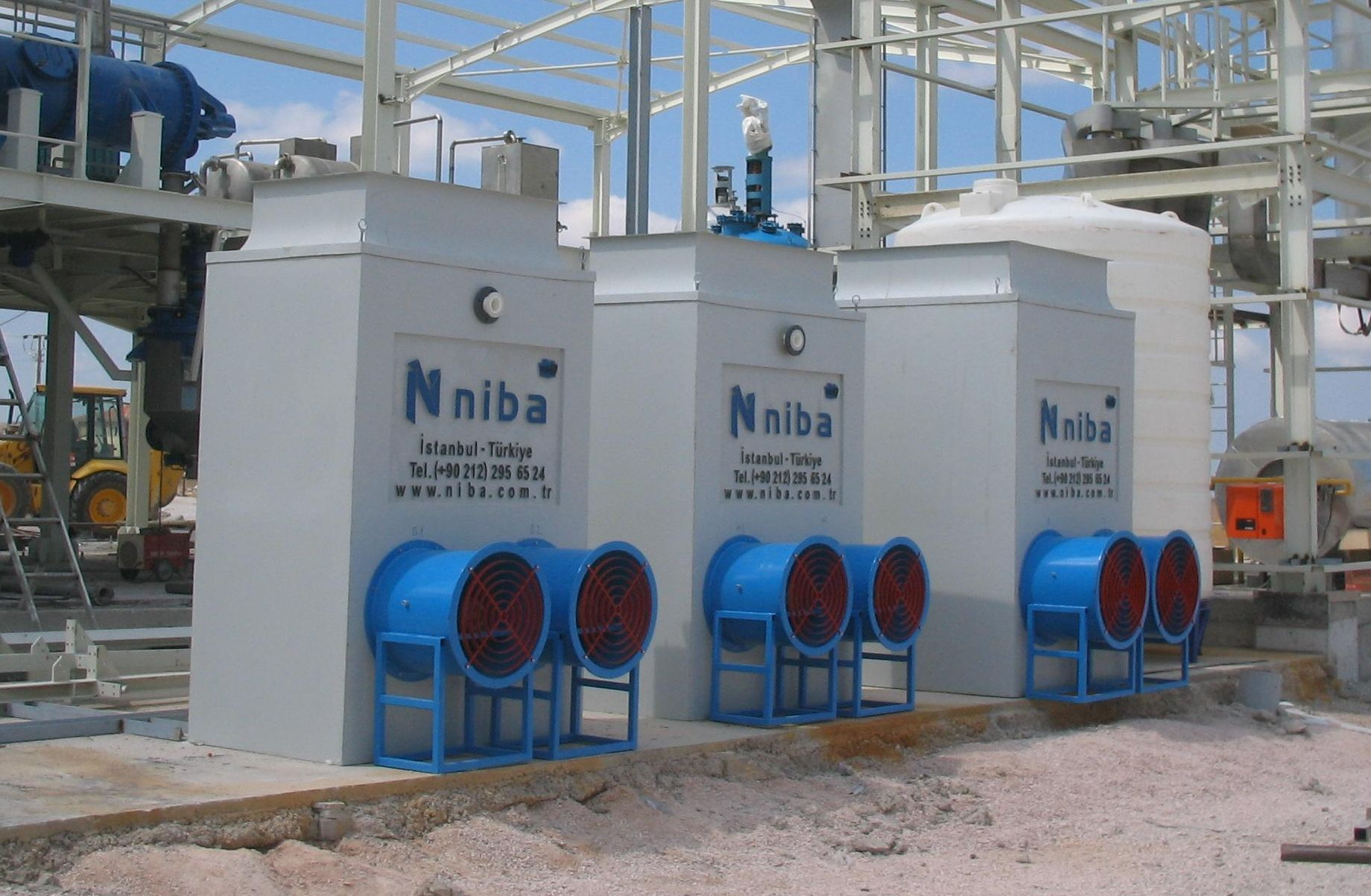
Torri di raffreddamento dotate di ventilatori (i ventilatori sono i dispositivi blu, nella parte bassa delle apparecchiature).

### Ventilatori per strumenti musicali aerofoni a mantice (o soffietto, o follo)
I cosiddetti "motori dell'organo" sono pompe centrifughe aerauliche o compressori centrifughi (o macchine operatrici a fluido pneumofore ad aria) che gonfiano (di vento) i mantici per far suonare: organi a canne, organi ad ance e organetti musicali da piazza.
Sono costruiti da ditte specializzate, come la tedesca Aug Laukuff o l'italiana Napoli. Sono dotati di: serranda a tendina (o valvola a tendina o ventre elastico), motore elettrico a bronzine, circuito di lubrificazione permanente (attraverso serbatoio) o di autolubrificazione a stoppini, piedini e supporti antivibranti, giunto antivibrante, cabina afona (o afonica) chiusa a chiave e filtro a tasche per vento.
Possono essere trifase o monofase; sono costruiti per funzionare in maniera supersilenziosa. Nel Ventesimo secolo queste macchine venivano costruite dalle ditte organarie stesse come facevano le italiane Fratelli Ruffatti e Giovanni Tamburini; mentre i motori trifase o monofase, venivano forniti da ditte esterne, come la svizzera Meindinger o l'italiana Magneti Marelli. I ventilatori avevano la caratteristica di possedere la girante e la coclea completamente costruiti in legno. Oggi si usa prevalentemente: l'acciaio, l'alluminio o altri metalli.
I ventilatori per strumenti musicali aerofoni a mantice, sono in grado di raggiungere pressioni aerauliche altissime (2500 millimetri colonna d'acqua); così come le giranti possono raggiungere i 5600 giri al secondo. Altra caratteristica: devono immettere grandi quantità di vento senza trasmettere rumore e vibrazioni del motore e del flusso lungo il circuito aeraulico di alimentazione. Spesso, per raggiungere queste caratteristiche, si procede a:
- costruire su misura i motori elettrici e le giranti;
- aumentare il numero di giranti all'interno di una singola coclea,
- collegare in serie (attraverso canali) una coclea all'altra,
- collegare (sempre in serie) sullo stesso albero motore più giranti.
- collegare in parallelo allo stesso mantice più ventilatori.
- collegare il ventilatore principale al mantice principale (circuito di bassissima/bassa/media pressione di vento), dal mantice principale viene installato un canale che si collega alla bocca di aspirazione del ventilatore secondario, dalla bocca di mandata del ventilatore secondario ci si collega ad un altro mantice (circuito ad alta/altissima pressione di vento), che poi si collega al somiere dove sono appoggiate le canne. Quest'ultimo sistema è il più usato negli strumenti dove è richiesto.

Quando le pressioni del vento superano i 500 millimetri colonna d'acqua (altissima pressione di vento), i ventilatori vengono collegati a scambiatori con acqua a perdere per abbassare la temperatura del vento stesso; mentre le canne vengono collegate a molle antisfrecciamento, per evitare che si stacchino dal circuito aeraulico di alimentazione.
L'applicazione dei ventilatori sugli strumenti musicali aerofoni a mantice, risale alla seconda metà dell'Ottocento: in questo periodo, queste macchine sono azionate da motori: idraulici o eolici, a vapore e endotermici. dal Novecento in poi questi motori, sono stati sostituiti da motori elettrici. Da questo momento prendono il nome di elettroventilatori. I ventilatori per organo a canne devono essere costruiti in maniera tale da non trasmettere vibrazioni e rumori, né all'organo né agli ascoltatori. Quindi (come spesso accade) sugli strumenti musicali a mantice non è consigliato applicare i ventilatori utilizzati per applicazioni civili ed industriali perché non hanno le caratteristiche adatte a questo scopo.
L'invenzione del ventilatore meccanico a girante risale al 1832 negli Stati Uniti d’America da parte dello statunitense  Questa data segna il progressivo abbandono di tutti gli attuatori: idraulici, eolici, a vapore, o endotermici; che si usavano per gonfiare le manticerie. Già tra il Settecento e la prima metà Ottocento questi attuatori mandarono in pensione gli uomini tiramantici o follisti o alzamantici e i sistemi di segnalazione come la sonette du soffleur. Quest'ultima però, su alcuni strumenti è ritornata attualmente utile: non più come comando per far suonare un campanello, che avvertiva i tiramantici, di gonfiare o fermarsi; ma come comando di accensione e spegnimento, di questi elettroventilatori. Oggi tutti gli strumenti musicali a mantice sono alimentati da elettroventilatore. Tuttavia, però, durante i restauri (solo degli strumenti storici) si ripristinano comunque le manticerie manuali e spesso si inseriscono attuatori elettromeccanici per il suo gonfiaggio. Si ottengono così, strumenti con manticeria alimentata: sia a mano, o sia con elettroattuatore sia con elettroventilatore.

### Ventole per apparecchiature elettroniche

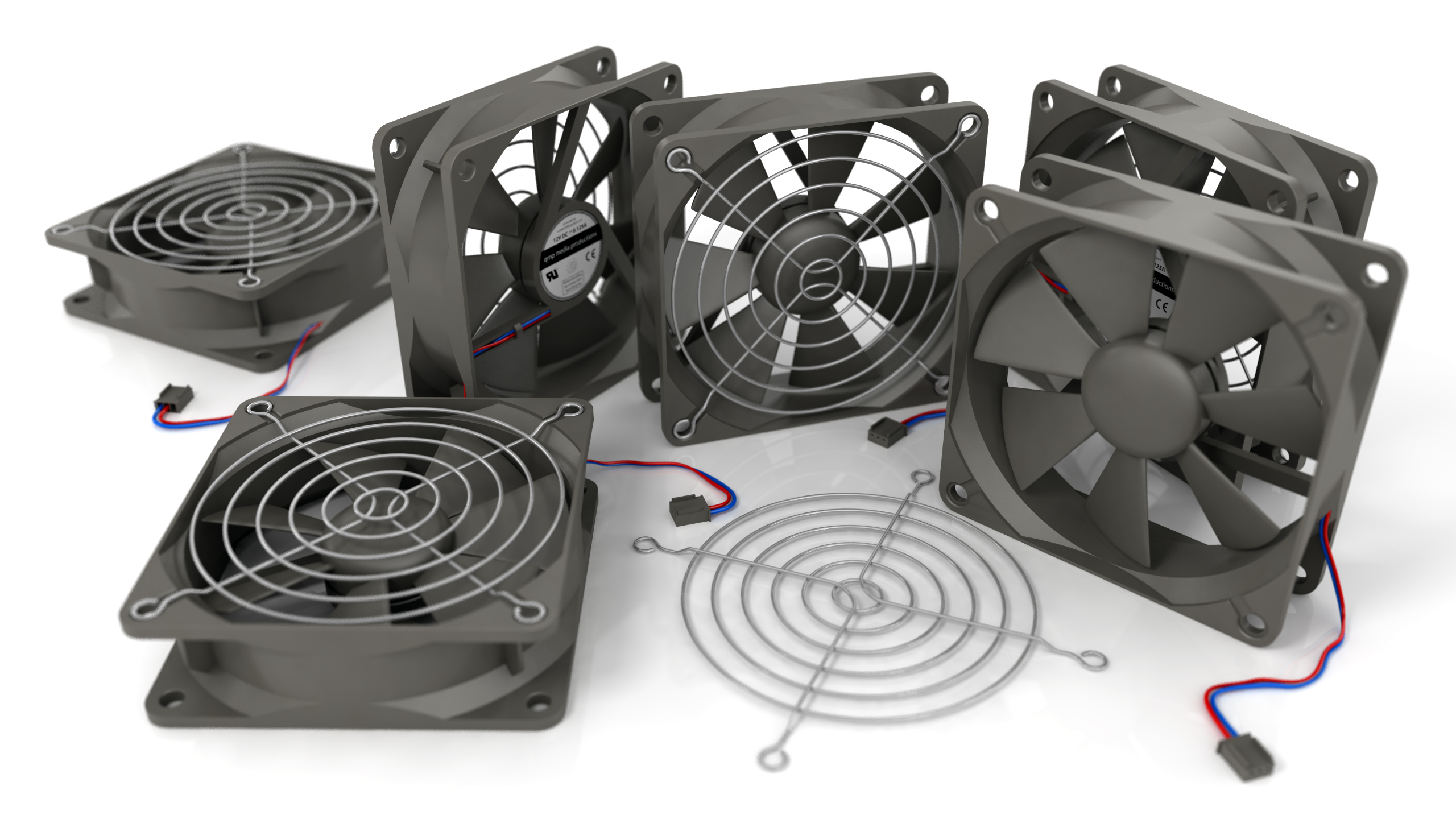
Ventole standard da 80 mm, usate nei personal computer.

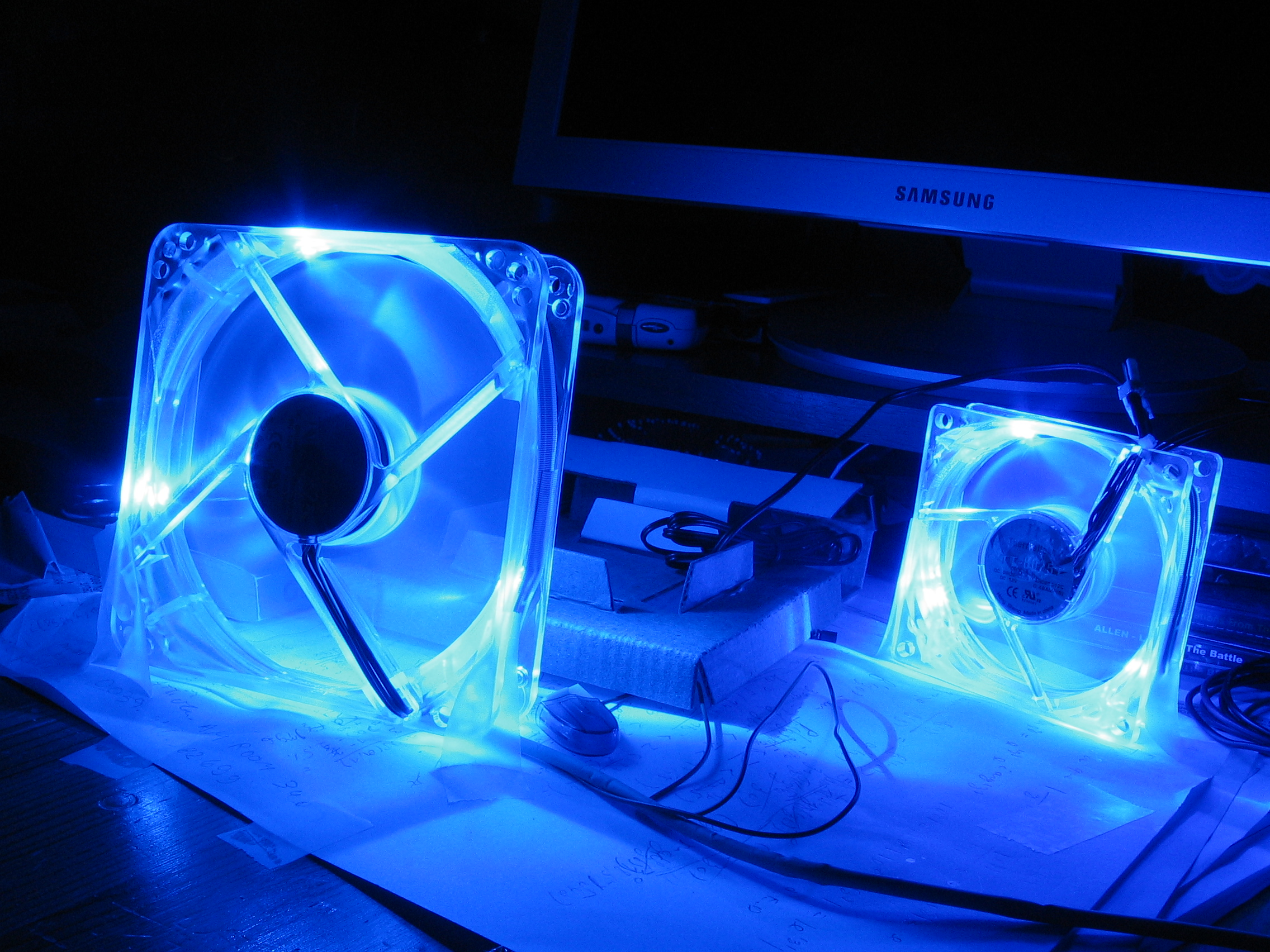
Ventole illuminate con LED.

Nei computer viene utilizzato un motorino elettromagnetico collegato all'alimentatore del personal computer. In questo ambito vengono usate ventole di dimensioni ridotte per estrarre l'aria calda dall'interno in modo da prevenire surriscaldamenti del processore e di altre componenti hardware; possono anche essere montate direttamente sui radiatori di alcuni componenti, come il processore della scheda madre o della scheda video.
Nel caso si abbia la possibilità di montare più ventole sul case è possibile fare sì che alcune di queste immettano aria, mentre altre la buttino fuori. Alcune hanno anche funzione estetica: dal 2002 si stanno adoperando delle ventole luminose o fluorescenti per alcune operazioni di modding (cioè per rendere il PC esteticamente appariscente).
Alcuni modelli di ventola da PC incorporano un termoresistore, il quale in funzione della temperatura del flusso d'aria in transito adegua la velocità di rotazione della ventola. Ventole di questo tipo vengono impiegate anche in innumerevoli apparecchiature elettroniche e, nei casi in cui il flusso d'aria sia forzato dall'esterno verso l'interno, solitamente è presente un filtro in materiale sintetico atto a ridurre la polvere immessa all'interno dell'apparecchiatura. La forma può essere quadra o tonda, le dimensioni variabili da pochi centimetri a oltre 30. In origine erano realizzate esclusivamente in alluminio pressofuso; in seguito si iniziò a produrle anche in materiale plastico con il vantaggio di avere minor peso ma essere inevitabilmente più rumorose.

### Ventola di raffreddamento
Nell'ambito dei trasporti, le ventole di raffreddamento vengono utilizzate nei sistemi di raffreddamento a liquido o ad aria dei veicoli.

#### Raffreddamento a liquido
I radiatori delle auto o delle moto di maggiore cilindrata, hanno un impianto di raffreddamento a liquido munito di ventole, questo perché in determinate condizioni si ha una generazione di calore da parte del motore superiore a quella che può dissipare il radiatore, come quando si è in coda, dove la ridotta velocità riduce il flusso d'aria che passa attraverso le alette del radiatore. Il ventilatore viene azionato quando la temperatura del liquido supera un determinato limite.
Nei motori di grande potenza, per esempio per macchine da costruzione o agricole, la ventola è spesso azionata dal motore endotermico tramite un rinvio a cinghia, in modo da ridurre le vibrazioni. In questi casi, date le alte potenze in gioco, si possono installare ventole in grado di cambiare l'angolo di inclinazione delle pale durante il normale funzionamento del motore, ottenendo così una riduzione di consumo e rumore. Sui mezzi pubblici si fa spesso uso di ventilatori ad azionamento idraulico, capaci di variare in ogni momento il loro regime di velocità in base alla temperatura del liquido di raffreddamento del motore.

#### Raffreddamento ad aria
Nei mezzi dove il raffreddamento è costituito da alette di dissipazione, può essere presente una ventola che ruota grazie al movimento trasmesso dall'albero motore; la funzione di tale ventola è quella di velocizzare lo scambio di calore tra il motore e l'aria esterna e di conseguenza velocizzare il raffreddamento del motore (essendo l'aria a temperatura più bassa rispetto alla temperatura della superficie esterna del motore).

## Pressione elaborata e prevalenza
Il ventilatore è una macchina operatrice che trasmette energia alla corrente aeriforme sotto forma di un aumento di pressione.
La pressione totale elaborata da un ventilatore corrisponde all'incremento di pressione totale del flusso fra la sezione di aspirazione e sezione di mandata:
{\displaystyle {\text{P}}_{t}={\text{P}}_{t2}-{\text{P}}_{t1}}
La pressione totale comprende due componenti:
- la pressione statica che dipende dalle caratteristiche aerodinamiche della girante;.
- la pressione dinamica dovuta alla velocità.

L'incremento di pressione e densità che il gas subisce in un ventilatore è relativamente modesto, a differenza di un compressore. Per tale ragione è prassi considerare incomprimibile il fluido che attraversa il ventilatore. Ciò conduce a ritenere valida anche per i ventilatori la teoria delle pompe e permette di considerarli comunque macchine idrauliche o meglio "aerauliche".
Si definisce prevalenza del ventilatore:
{\displaystyle {\text{L}}_{v}=({\text{P}}_{2}-{\text{P}}_{1})v\ \ [{\text{J/kg}}]}
Essendo il ventilatore un organo compressore vale:
{\displaystyle {\text{L}}_{v}=0}
La prevalenza del ventilatore in mm di colonna d'acqua è invece:
{\displaystyle {\text{H}}_{v}=({\text{P}}_{2}-{\text{P}}_{1})v\cdot {\frac {1000}{g}}\cdot {\frac {v({\text{H}}_{2}{\text{O}})}{v}}={\frac {{\text{P}}_{2}-{\text{P}}_{1}}{g}}},
essendo:
{\displaystyle v({\text{H}}_{2}{\text{O}})=0.001\ {\text{m}}^{3}{\text{/kg}}}